# Turpin (Bischof)
Turpin († vor 1198) war ein schottischer Geistlicher. Ab 1178 war er Bischof von Brechin.
Turpin wurde als Master bezeichnet, was auf einen Besuch einer Universität schließen lässt. Er hielt sich vor 1171 gelegentlich am Hof von König Wilhelm I. auf, wo er einige Urkunden bezeugte. 1178 wurde er zum Bischof der Diözese Brechin gewählt. Er reiste nach Rom, wo er noch am Dritten Laterankonzil teilnahm und nach 1179 zum Bischof geweiht wurde. Dabei war er bescheiden nur zu Pferd oder gar zu Fuß nach Rom gereist. Sein Todesjahr ist unbekannt, sein Nachfolger Ralph wurde um 1198 zum Bischof gewählt.